# Cúp bóng đá Bulgaria 1951
Cúp bóng đá Bulgaria 1951 là mùa giải thứ 11 của Cúp bóng đá Bulgaria (trong giai đoạn này có tên là Cúp Quân đội Xô-viết). CSKA Sofia giành chức vô địch khi đánh bại Akademik Sofia 1–0 after extra time trong trận chung kết tại People's Army Stadium ở Sofia.

## Vòng Một
| Đội 1                | Tỉ số                                                       | Đội 2             |
| -------------------- | ----------------------------------------------------------- | ----------------- |
| CSKA Sofia           | 4–0                                                         | Cherno More Varna |
| Minyor Pernik        | 1–2                                                         | Spartak Pleven    |
| Dunav Ruse           | 0–2                                                         | Levski Sofia      |
| Rilski Sportist      | 1–0 (aet)                                                   | Torpedo Pleven    |
| Cherveno Zname Sofia | 5–2                                                         | Spartak Varna     |
| Stroitel Sofia       | 3–1                                                         | Lokomotiv Sofia   |
| Lokomotiv Plovdiv    | 0–0 (aet) 0–0 (aet) (R) 0–2 (2nd R)                         | Akademik Sofia    |
| Botev Plovdiv        | 0–0 (aet) 0–0 (aet) (R) 1–1 (aet) (2nd R) 1–2 (aet) (3rd R) | Spartak Sofia     |

## Tứ kết
| Đội 1          | Tỉ số | Đội 2                |
| -------------- | ----- | -------------------- |
| Spartak Sofia  | 4–0   | Rilski Sportist      |
| CSKA Sofia     | 3–1   | Stroitel Sofia       |
| Levski Sofia   | 1–0   | Cherveno Zname Sofia |
| Akademik Sofia | 3–1   | Spartak Pleven       |

## Bán kết
| Đội 1          | Tỉ số | Đội 2         |
| -------------- | ----- | ------------- |
| CSKA Sofia     | 3–0   | Levski Sofia  |
| Akademik Sofia | 3–2   | Spartak Sofia |

## Chung kết

### Chi tiết
| CSKA Sofia   | 1−0 (s.h.p.) | Akademik Sofia |
| ------------ | ------------ | -------------- |
| Milanov 104' |              |                |

| CSKA | Akademik |